# Comuna Suprotîvna Balka, Novi Sanjarî
Suprotîvna Balka (în ucraineană Супротивна Балка) este o comună în raionul Novi Sanjarî, regiunea Poltava, Ucraina, formată din satele Kalnîțke, Pasicine și Suprotîvna Balka (reședința).

## Demografie
Componența lingvistică a comunei Suprotîvna Balka
     Ucraineană (95,03%)
     Română (2,49%)
     Rusă (2,31%)
Conform recensământului din 2001, majoritatea populației comunei Suprotîvna Balka era vorbitoare de ucraineană (95,03%), existând în minoritate și vorbitori de română (2,49%) și rusă (2,31%).